# Cálice (mitología)
En la mitología griega Cálice (Καλύκη) es el nombre de varios personajes:
- Una de las hijas de Eolo y Enárete.[1] Se desposó con Aetlio, rey de la Élide, con el que tuvo un hijo: Endimión.[2] Otras fuentes la citan como madre de Aetlio en su unión con Zeus, omitiendo su alumbramiento de Endimión.[3] Según el Catálogo de mujeres, la descendencia de esta Eólide es capital para las genealogías heroicas, pues de ella desciende Helena, quizás la heroína más celebérrima de la mitología griega (la sucesión sigue así: Cálice - Endimión - Etolo - Pleurón - Agenor - Demonice - Testio - Leda - Helena).[4] Otra versión nos dice que Fenisa, hija de Alfión (esto es, el dios fluvial Alfeo) fue madre de Endimión en su unión con Zeus.[5]
- Una de las ninfas Nisíades que cuidaron al infante Dioniso.[6]
- La madre de Cicno en su unión con Poseidón. Es descrita como hija de Hecatón.[7][8][9] Acaso Hecatón sea el mismo que Hicetaón, hijo de Laomedonte.[10]
- Una doncella virgen que sucumbió al amor de un tal Evantlo y así rezaba a Afrodita para que se pudiera convertir en su esposa en vez de su ama. Por desgracia Evantlo rechazó a Cálice y esta resolvió precipitarse por un acantilado.[11]
- En una rara versión Pélope nació de la unión entre Hermes y una tal Cálice.[12]